# Pielmieni

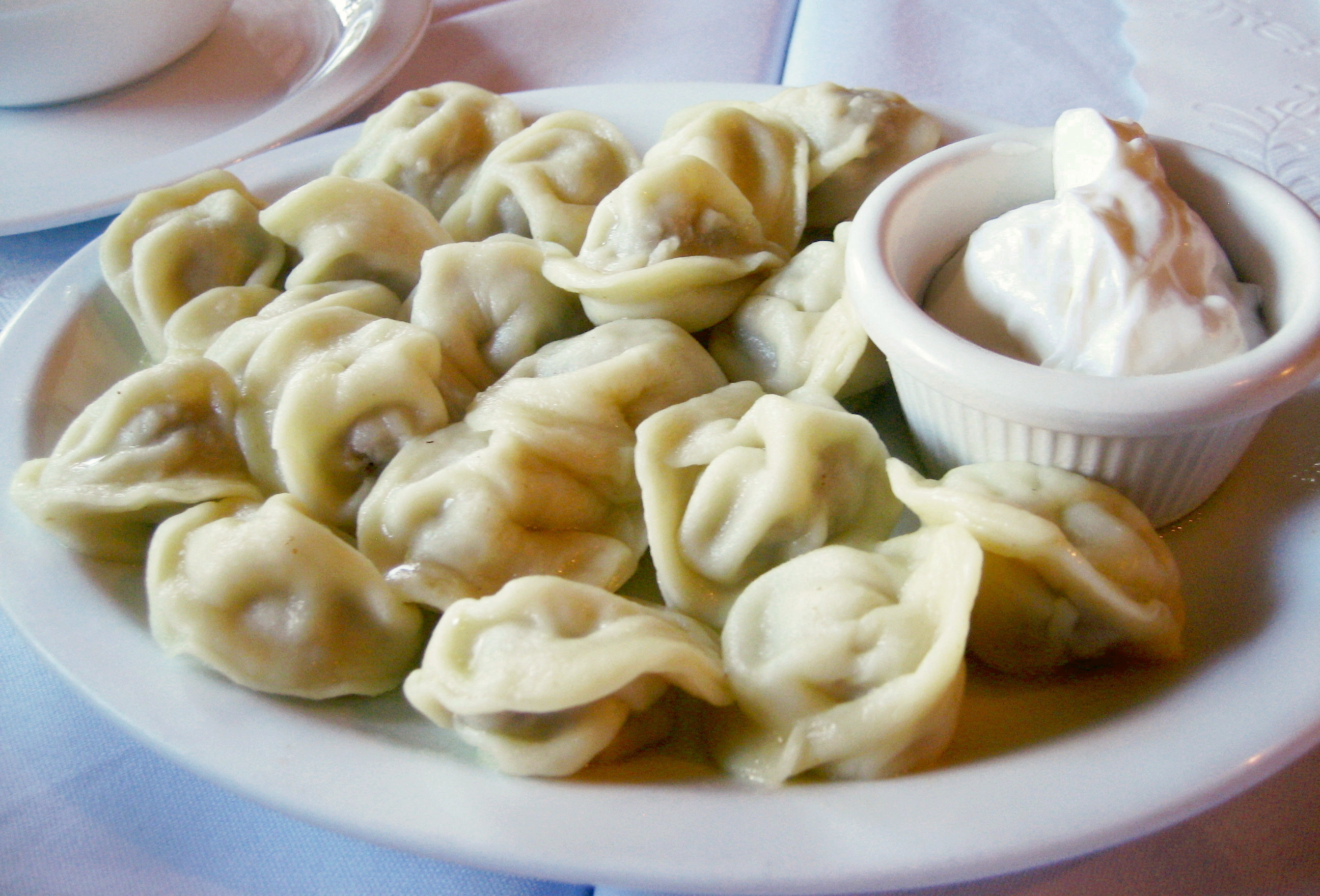
Talerz pielmieni

Pielmieni (także pilimeni, pielmenie, pielmienie, ros. пельме́ни [pʲiʎˈmʲɛni]) – rodzaj pierogów z dość luźnym farszem mięsnym. Potrawa kuchni rosyjskiej, wywodząca się z kuchni udmurckiej. Udmurcka nazwa pielniań złożona jest ze słów piel "ucho" i niań "chleb". Zadomowiona w kuchni polskiej, zwłaszcza na terenach dawnego zaboru rosyjskiego. Wyglądem, nazwą i pochodzeniem zbliżone do uszek. 